# Laura Marie Maaß

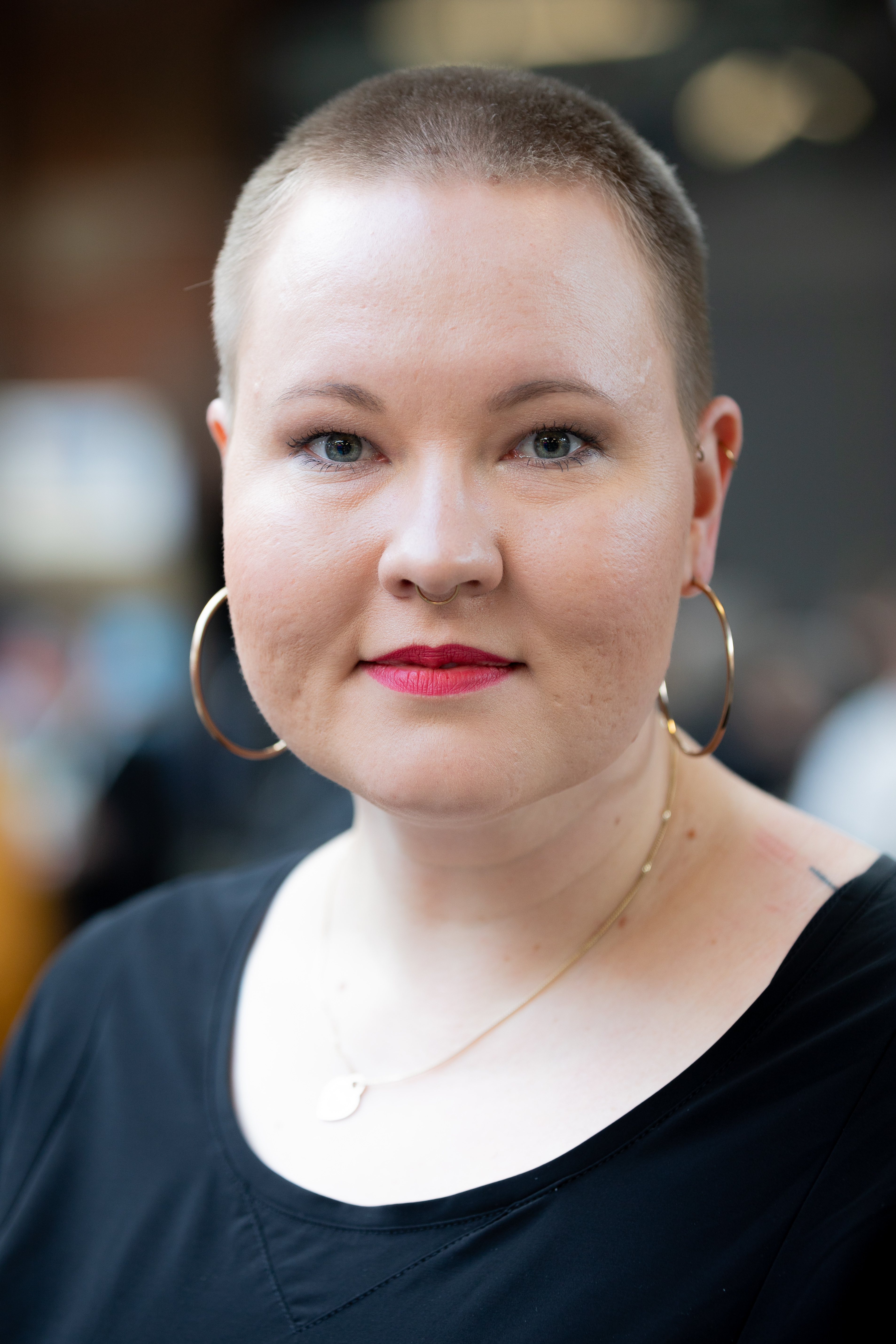
Laura M. Schwengber, 2019

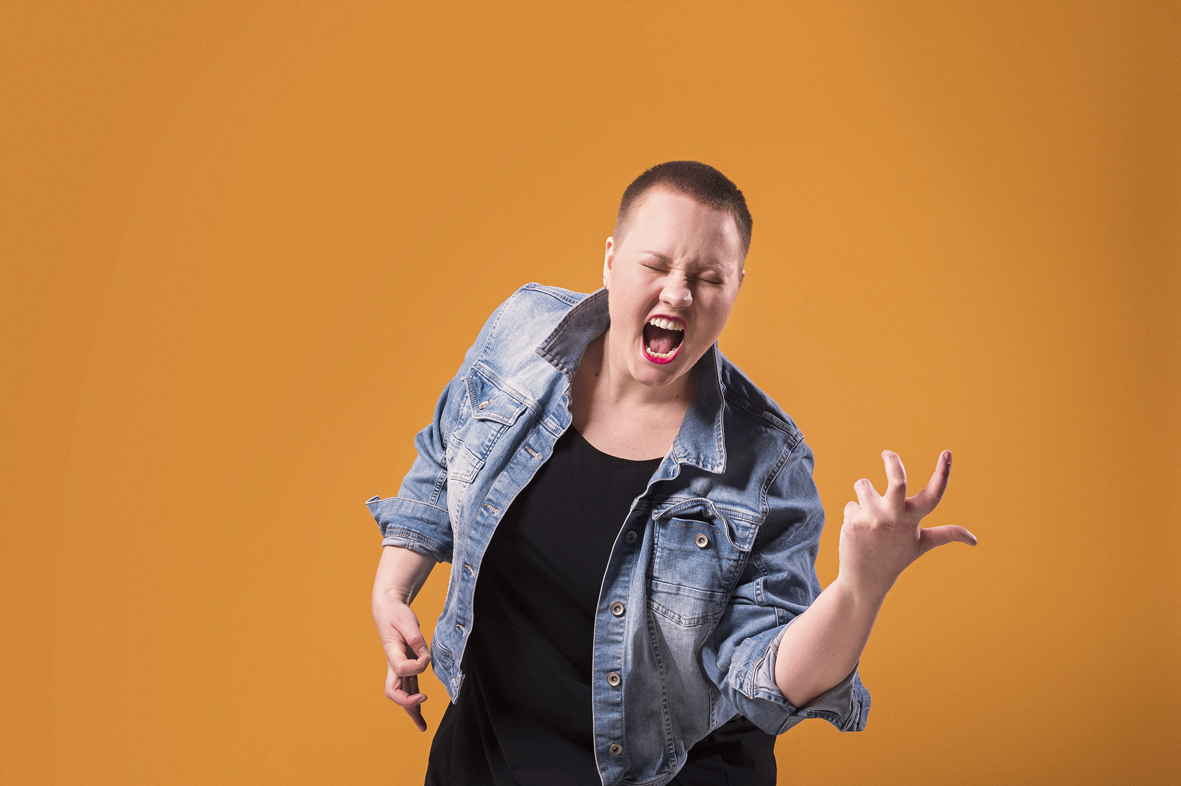
Laura M. Schwengber (Foto Chris Civitillo 2019)

Laura Marie Maaß (* 11. Dezember 1989 in Lübben als Laura Marie Schwengber) ist eine deutsche Gebärdensprachdolmetscherin. In Deutschland bekannt wurde sie seit 2011 für ihre Interpretation von Musik mit Gebärdensprache in Musikvideos, seit 2012 auch bei Live-Konzerten sowie seit 2013 im Fernsehen. Nach Heirat mit Christiane Maaß im Dezember 2022 nahm sie den Namen Laura Marie Maaß an.

## Werdegang
Schwengber hatte ursprünglich selbst mit einer Musiker-Karriere geliebäugelt: Als Kind und Jugendliche absolvierte sie an der Kreismusikschule Dahme-Spreewald Kurse in musikalischer Früherziehung, Tanz, Blockflöte, Gesang und Chor sowie Gitarre und Schauspiel. Über ihren besten Freund, den sie seit ihrem zwölften Lebensjahr kennt und der im Lauf der Zeit ertaubte sowie später auch erblindete, kam Schwengber dann aber nach eigener Aussage zur Gebärdensprache. Nach ihrem Abitur 2009 am Paul-Gerhardt-Gymnasium in Lübben absolvierte Schwengber entsprechend zunächst erste Kurse zur Deutschen Gebärdensprache in Berlin, um dann in Magdeburg ein Studium in Gebärdensprachdolmetschen aufzunehmen. Später wechselte sie zur Humboldt-Universität zu Berlin, wo sie Deaf Studies (Sprache und Kultur der Gehörlosengemeinschaft), Gebärdensprache, Gebärdensprach- und Audiopädagogik und Englisch studierte. Neben dem Studium arbeitete sie als Arbeitsassistentin in einem gebärdensprachigen Büro. Am Amt für Lehrerbildung legte sie schließlich die Prüfung zur staatlich geprüften Dolmetscherin für Gebärdensprache ab.
Über eine Kommilitonin erfuhr Schwengber, dass der Norddeutsche Rundfunk 2011 jemanden für sein Programm N-Joy suchte, der zum Internationalen Tag der Gebärdensprache das Musikvideo „Nur noch kurz die Welt retten“ von Tim Bendzko in Gebärdensprache übersetzte. Zwar beschäftigte sich auch ihr Studium mit dem Dolmetschen von Musik, allerdings nicht „sehr tiefschürfend“. So erlernte Schwengber die Fähigkeiten und Bewegungen zu großen Teilen autodidaktisch. Es folgten viele weitere Songs, unter anderem „Liebe ist meine Rebellion“ von Frida Gold, „Deine Stärken“ von Silly, „Das ist nicht alles“ von Nena, „Ich kenne nichts“ von Xavier Naidoo, „Haus am See“ von Peter Fox oder „Junge“ von den Ärzten und „Ja“ von Silbermond.
Erstmals live dolmetschte Schwengber 2012 eine Tour von Keimzeit, im Folgejahr stand sie bereits mit auf den Tourplakaten. Es folgten Konzerte von den Wise Guys, AnnenMayKantereit, Peter Maffay, Max Mutzke, Revolverheld, dem Babelsberger Filmorchester und vielen mehr. Im Oktober 2013 hatte sie mit Heinz Rudolf Kunze in der ZDF-Talkshow inka! ihren ersten TV-Auftritt. Im ZDF-Fernsehgarten trat sie im Juli 2018 gemeinsam mit Markus auf. Im Mai 2017 und im Mai 2018 übersetzte sie beim Eurovision Song Contest vor einem Millionenpublikum im Fernsehen die Musik. 2018 hatte sie ihren ersten Auftritt beim Hardrock- und Metal-Festival Wacken Open Air. Neben 50 bis 60 Konzerten im Jahr übersetzt sie auf Tagungen, Konferenzen und im Bundestag.
2017 wurde die Online-Reportage des Hessischen Rundfunks für hr2-Kultur „Die mit den Händen tanzt“ über Laura M. Schwengber mit dem Grimme Online Award in der Kategorie „Wissen und Bildung“ ausgezeichnet.
In ihrer Dissertation an der Johannes Gutenberg-Universität Mainz beschäftigt sie sich mit Erwartungen, Einstellungen, Erfahrungen. Zur Interaktion zwischen hörenden Gebärdensprachdolmetschenden und tauben Kund*Innen.

## Musikdolmetschen
Die Herausforderung besteht für Schwengber darin, die Emotionen darzustellen, die die Musik in ihr auslöst. Wenn ein Sänger weint, versucht sie das auch bei sich selbst so aussehen zu lassen. Wenn eine Sängerin ausflippt, hüpft sie mit. Ihr eigener Anspruch an ihre Auftritte ist ein zusammenpassendes Gesamtbild anstatt einer spannenden Show auf der Bühne mit einer Ecke für die Behinderten daneben. Bei Musik ohne Text arbeitet Schwengber mit Bildern – etwa bei Smetanas Sinfonie „Die Moldau“. Schwengber nennt dies „Gebärdenpoesie“. Bei modernen Stücken lässt sie sich erklären, in welcher Situation die Komponisten ihr Werk geschaffen haben und was sie erzählen wollten. Wenn das alles nicht helfe, habe sie noch zwei Optionen: Sie denkt sich etwas aus – „oder es ist dann doch die Ballerina besser dran“. Die Priorität geben für sie stets Stilrichtung und Stimmung vor, dann Rhythmus und Melodie. Mit einer wellenförmigen Handbewegung gibt Schwengber z. B. Tonhöhe und Rhythmus vor. Der Text kommt zum Schluss. Textpassagen wie z. B. „schwindelfrei, großes Kino für uns zwei“ aus dem Stück „Atemlos durch die Nacht“ übersetzt sie nicht wörtlich, sondern entweder mit „Kino – schön – für uns“ oder „Alles vorbereitet – für uns“ in Verbindung mit einem Strahlen, da sie die inhaltliche Interpretation als relevanter ansieht. Bei dem Stück „Lila Wolken“ von Marteria, Yasha und Miss Platnum fügte Schwengber der Textzeile „Wir bleiben wach, bis die Wolken wieder lila sind“ in ihrer Übersetzung des Songs die Gebärde der aufgehenden Sonne hinzu, da es hier um das Durchfeiern bis zum Sonnenaufgang geht.

## Kritik
Schwengber verfügt innerhalb der Gehörlosenszene auch über prominente Kritiker. Die Bloggerin Julia Probst hält Musikdolmetschen generell für „so überflüssig wie Fußpilz“. Während sich der NDR für seine Musikvideos mit Schwengber auf Gespräche mit dem Gehörlosenbund berief, zitiert Probst den ORF, wonach „die extrovertierten Gebärden […] mehr an eine Tanzshow als an eine Übersetzung erinnern und eine visuelle Überflutung bewirken“ würden. Ähnlich wie bei Schwengber war eine Gebärdensprachinterpretation des schwedischen Beitrags zum ESC 2015 zum viralen Hype geworden, Hörende zeigten sich begeistert und CNN schrieb vom „Michael Jackson der Gebärdensprache“. Der ORF berichtete dagegen, gehörlose Menschen fänden dies nur mäßig lustig, die Körperhaltung müsse viel ruhiger sein. Songübersetzungen von Schwengber sieht Julia Probst als Verballhornung an, diese hätten nicht die Qualität derer gehörloser Muttersprachler. Schwengbers Darbietung wären „mehr Tanz […] als reine Gebärdensprache“, sie führe „vieles unsauber aus“. Als positives Gegenbeispiel nennt Probst die gehörlose Gebärdensprachdolmetscherin zu Ann Sophies ESC-Song „Black Smoke“, plädiert aber generell dafür, die Budgets mehr in barrierefreie Sendungen mit Untertitel, Gebärdensprachdolmetschern und Audiodeskription zu investieren.
Gemäß einem Artikel in der Deutschen Gehörlosenzeitung böten Schwengbers Musikvideo- und  Konzertübersetzungen zwar den Vorteil, „dass taube Menschen dadurch viel Aufmerksamkeit“ erhielten, „allerdings leider schon wieder in einem  Bereich, wo tauben Menschen eine der wichtigsten kulturellen Errungenschaften der Hörenden aufgezwungen“ würde. Verdolmetschte Musik bereite manchen Tauben Unbehagen, wie der fade Geschmack des Lieblingsessens bei einer Erkältung. In Berichten über Gehörlose den Hauptaugenmerk Musik zu widmen sei genauso politisch und kulturell inkorrekt, wie wenn in eine Talkshow zum Thema „Ethisch-moralischer Umgang in Schweinezucht und Schlachtung“ strenggläubige Muslime eingeladen würden.
Auch Martin Zierold bemängelte, bei der Interpretation der häufig poetischen Liedtexte in Gebärden durch hörende Gebärdensprachdolmetscher blieben die besonderen kulturellen Eigenschaften unberücksichtigt. Hier bedürfe es der extra-linguistischen Kompetenz tauber Gebärdensprachdolmetscher. Bei einem Keimzeit-Konzert mit Schwengber im Dezember 2014 in Freiberg hatte die Freie Presse Zierold aber noch als froh und dankbar beschrieben, das Konzert so intensiv miterleben zu dürfen, und ihn mit den Worten „Ich brauche visuelle Musik“ zitiert. Ethisch problematisch sieht Zierold die Talkshowauftritte von Schwengber, wenn sie auf Fragen zur Gehörlosenkultur antwortet – die sie als Hörende nur aus zweiter Hand kenne.